# Parasite entomophage
Un parasite entomophage est un parasite qui s'attaque plus particulièrement aux
insectes (étymologie : du grec entomon « insecte » et phagus « mangeur de »). Le parasite se nourrit aux dépens de son hôte et le tue, généralement.
Ces parasites sont :

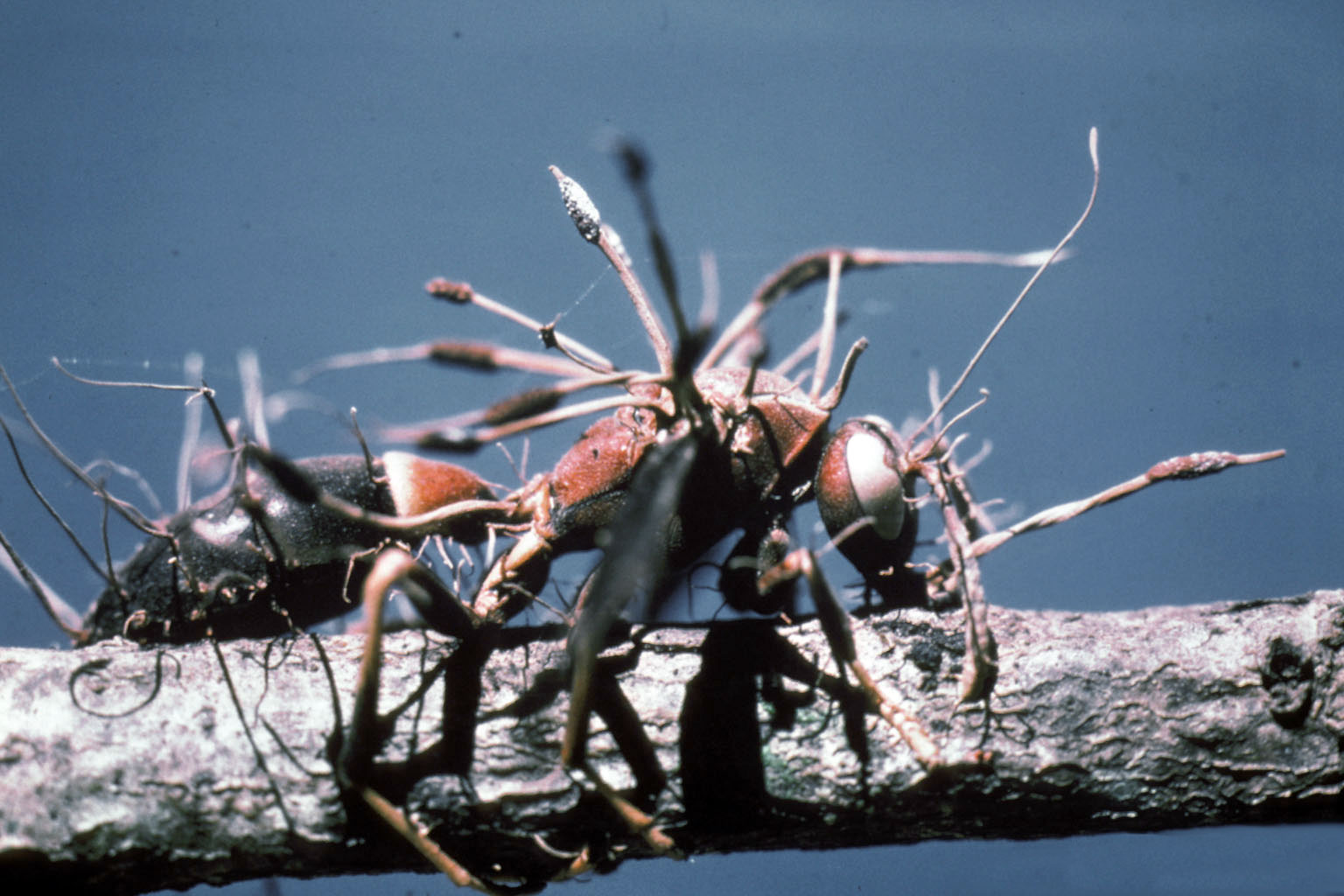
Le parasite Cordiceps commençant son développement sur le corps d'un insecte (États-Unis)

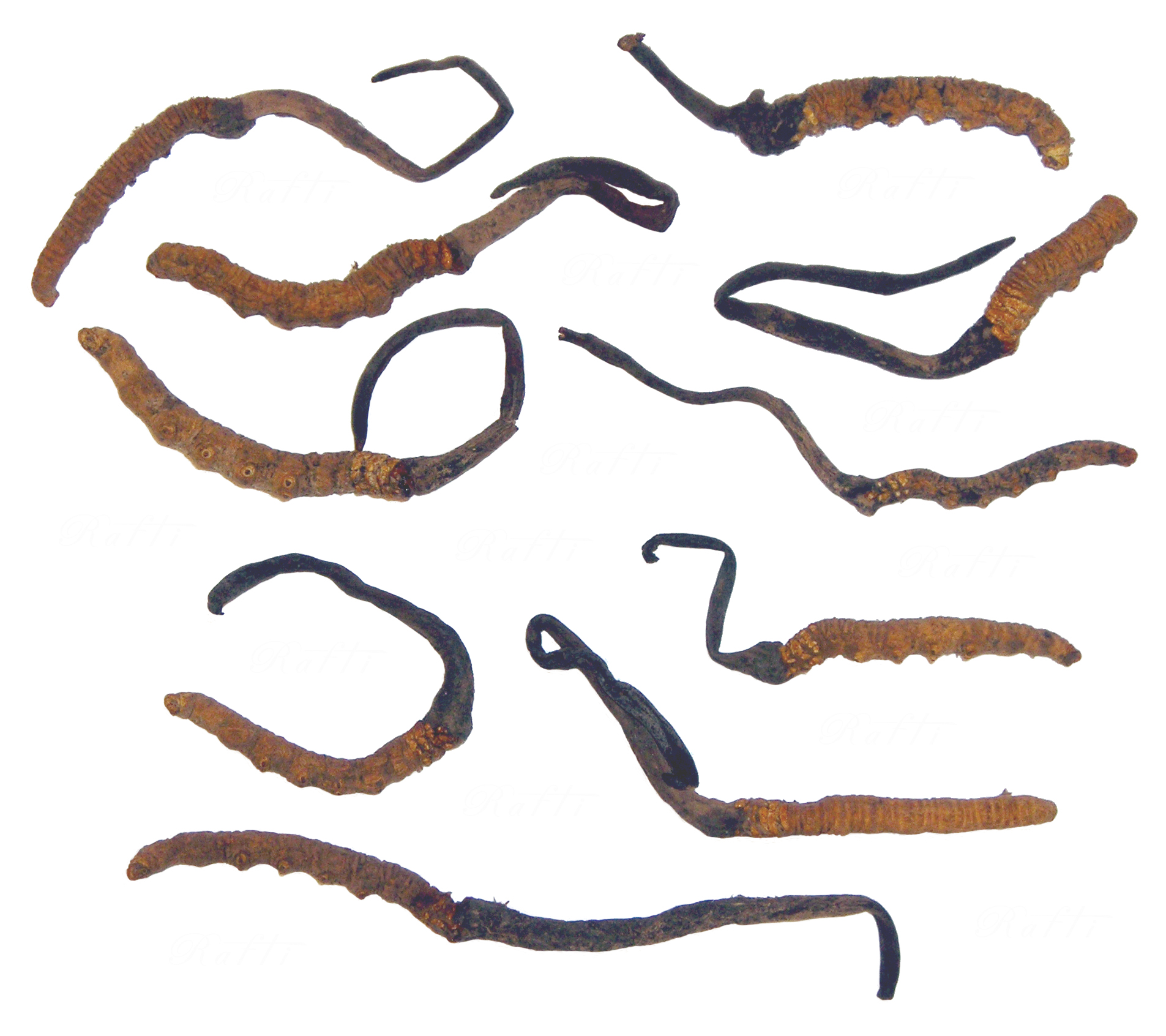
Récolte de Cordiceps développés sur des chenilles (Chine).

- des micro-organismes (virus, bactéries, champignons microscopiques)
- des arthropodes (acariens, insectes),
- des vertébrés (poissons, etc.).

## Champignons parasites
Un certain nombre d'espèces de champignons, notamment des Ascomycètes s'attaquent à des insectes. Les champignons sont généralement saprophytes, le parasitisme est le fait d'un groupe formant un clade. Ce sont les Ophiocordycipitaceae, plus connus sous le nom de Cordyceps. Ces champignons participent activement à la limitation des populations d'insectes.

## Insectes parasites
Les insectes parasites ou insectes entomophages ont pour hôtes d'autres insectes. La plupart des insectes sont attaqués par un ou plusieurs autres insectes parasites. Ce parasitisme est le plus souvent exercé sur les larves tandis que les adultes, le plus souvent, mènent une vie libre. La grande majorité des insectes Hyménoptères parasites sont souvent inféodés à des hôtes spécifiques, comme Embidobia (parasite d'Embioptères), Platygaster et Polygnotus (sur Cecidomyiidae), Scelio (sur œufs de locustes (ou sauterelles) et Aphidiuc (sur  Aphides). Souvent, les espèces qui sont hyperparasites sont moins liées à un hôte.

### Parasitoides

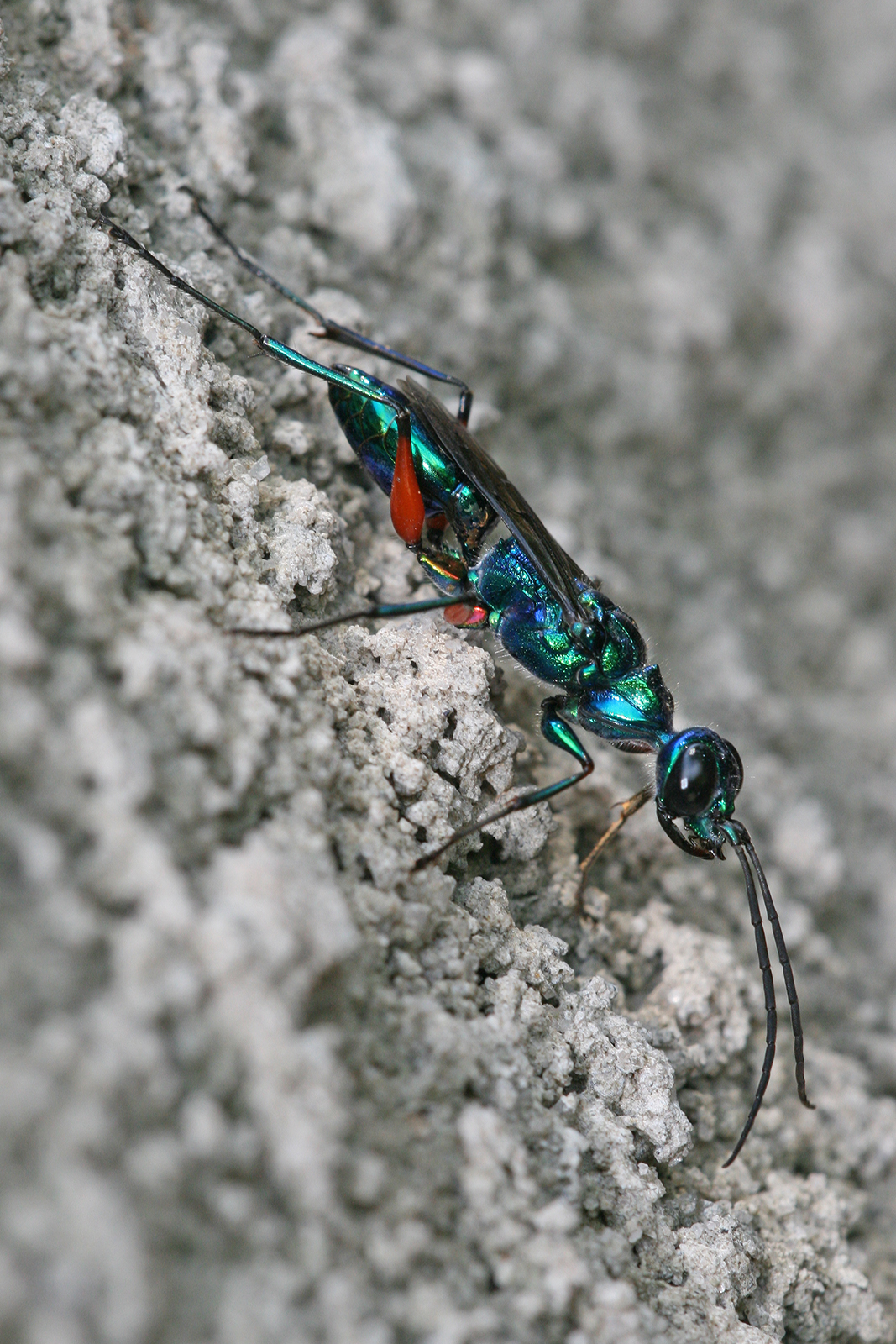
Adulte dAmpulex compressa en chasse d'une blatte pour y pondre.

On appelle parasitoïdes les espèces qui, en se nourrissant sur leur hôte, l'amènent à une mort certaine, pratiquement avant que cet hôte ne se reproduise. Dans quelques cas, les larves se nourrissent à l'extérieur d'hôtes paralysés, cas typique d'une proie fournie par le parent, dans des loges d'élevage. Ce mode de vie est commun chez les Scoliidae, Thynnidae, Mutillidae et autres guêpes prédatrices. D'autres recherchent les larves, les œufs ou les pupes de divers insectes et y déposent leurs œufs tout près. Les larves se développent sur ces formes de l'hôte en les tuant, à la fin. Le mode de vie parasitoïde est commun chez les Hyménoptères, spécialement chez les Ichneumonoidea, Chalcidoidea et Proctotrupoidea, ainsi que ches les Diptères (Tachinidés). 
Les Strepsiptères différent en ce sens que les mâles adultes mènent une vie libre alors que les femelles restent endoparasites, dans un état ressemblant à celui d'une larve, se nourrissant sur leur hôte, sur plusieurs Neuroptères et, parmi les Lépidoptères, sur certains Epiropidés.

### Superparasitisme
Le superparasitisme est une forme de parasitisme où  l'hôte (typiquement une larve d'insecte telle une chenille, est attaquée plusieurs fois par la même espèce de parasitoide.

### Multiparasitisme
Le multiparasitisme, appelé aussi « parasitisme multiple », survient quand l'hôte est parasité par plus d'une espèce.

### Hyperparasitisme
Dans l'hyperparasitisme, le parasite d'un insecte est lui-même attaqué par un autre insecte parasite. Des espèces de Chalcidiens comme Perilampus parasitent souvent des individus du genre des Ichneumonoidés comme Microgaster et Apanteles, qui sont parasites de chenilles de Lépidoptères. Les hyperparasites sont souvent moins restrictifs dans la sélection de leurs hôtes que les parasites. Plusieurs hyperparasites sont des ectoparasites. L'effet de l'attaque par le parasite est le plus souvent la mort lente de l'hôte, il conduit le plus souvent à sa castration (comme dans le parasitisme par les Strepsiptères).

## Parasitisme social
Plusieurs définitions du parasitisme social existent. Les plus strictes ne considèrent comme parasites sociaux que les insectes initialement sociaux dépendant d'autres insectes sociaux . Une définition plus large inclut tous les animaux qui exploitent les ressources ou comportements sociaux de l'hôte, et pas seulement des individus isolés. Parmi ces parasites sociaux, il existe différents modes de vie qui correspondent souvent aussi à des origines évolutives différentes : 
- Les inquilines, des fourmis abeilles ou guêpes au système reproducteur fonctionnel, mais qui ne produisent pas d'ouvrières pour investir plus de ressources dans la production de sexués. C'est le cas notamment de Tetramorium inquilinum et de certains individus chez Bombus terrestris. En général ces parasites sont très proches de leur hôte, et ont émergé par spéciation sympatrique[6], bien qu'il existe des exceptions[7].
- Les fourmis esclavagistes, ou dulotiques, dont les ouvrières sont spécialisées dans le vol de couvain d'autres fourmis. Elles ne peuvent pas se nourrir elles-mêmes et dépendent de l'apport de nouvelles ouvrières pour survivre. C'est le cas de la fourmi amazone en Europe.
- Les fourmis à fondation parasite, dont la nouvelle reine doit entrer dans une colonie hôte et prendre la place de la reine en la tuant. C'est le cas de nombreuses espèces du genre Lasius, dont certaines sont même hyperparasites. Une fois la reine hôte morte, les ouvrières hôtes s'occupent du couvain de la reine parasite jusqu'à leur mort, laissant une colonie entièrement constituée de membres de l'espèce parasite.
- Les cleptoparasites, qui peuvent être eux-mêmes des insectes sociaux, comme certains individus de l'abeille domestique, ou des insectes normalement solitaires, comme de nombreux staphylins[8]. De plus, ce parasitisme peut se faire en dehors de la colonie, comme pour Amphotis marginata[8] sur Lasius fuliginosus, ou à l'intérieur, comme les larves de Meloidae sur les abeilles à miel.